# Mühlig-Hofmann-Gebirge
Mühlig-Hofmann-Gebirge är ett berg i Antarktis. Det ligger i Östantarktis. Norge gör anspråk på området. Toppen på Mühlig-Hofmann-Gebirge är 2 620 meter över havet, eller 625 meter över den omgivande terrängen. Bredden vid basen är 13,3 km.
Terrängen runt Mühlig-Hofmann-Gebirge är varierad. Trakten är obefolkad. Det finns inga samhällen i närheten. 